# صداع وعائي
صداع وعائي (بالإنجليزية: Vascular headache)‏ مصطلح قديم لوصف أنواع معينة من الصداع الذي كان يعتقد أن لها صلة بتورم الأوعية الدموية والتبيغ باعتبارهن مُسبباتٍ للآلام.
لا شك في أن بعض حالات الصداع سببها آثار الأوعية الدموية. ومع ذلك، فإنه لم يعد مصطلح مُعترف به والتي لم تذكر في تصنيف الصداع لجمعية الصداع الدولية، مع أن بعض الأطباء ما زالوا يستخدمونها وفي بعض نظم التصنيف الطبي أيضًا.
من أنواع الصداع التي تم وصفها بأنها صداع الأوعية الدموية:
- صداع نصفي.
- صداع.
- صداع عنقودي.